# Muryson (herb szlachecki)

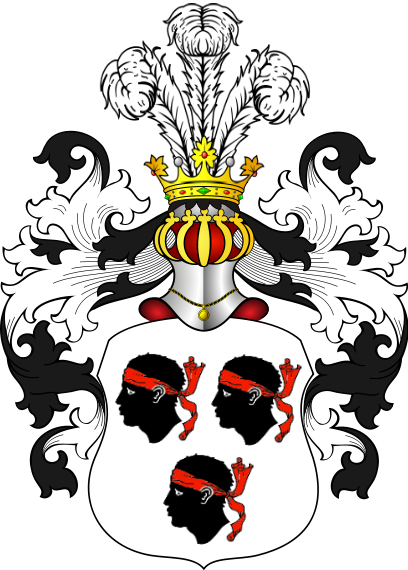
Muryson

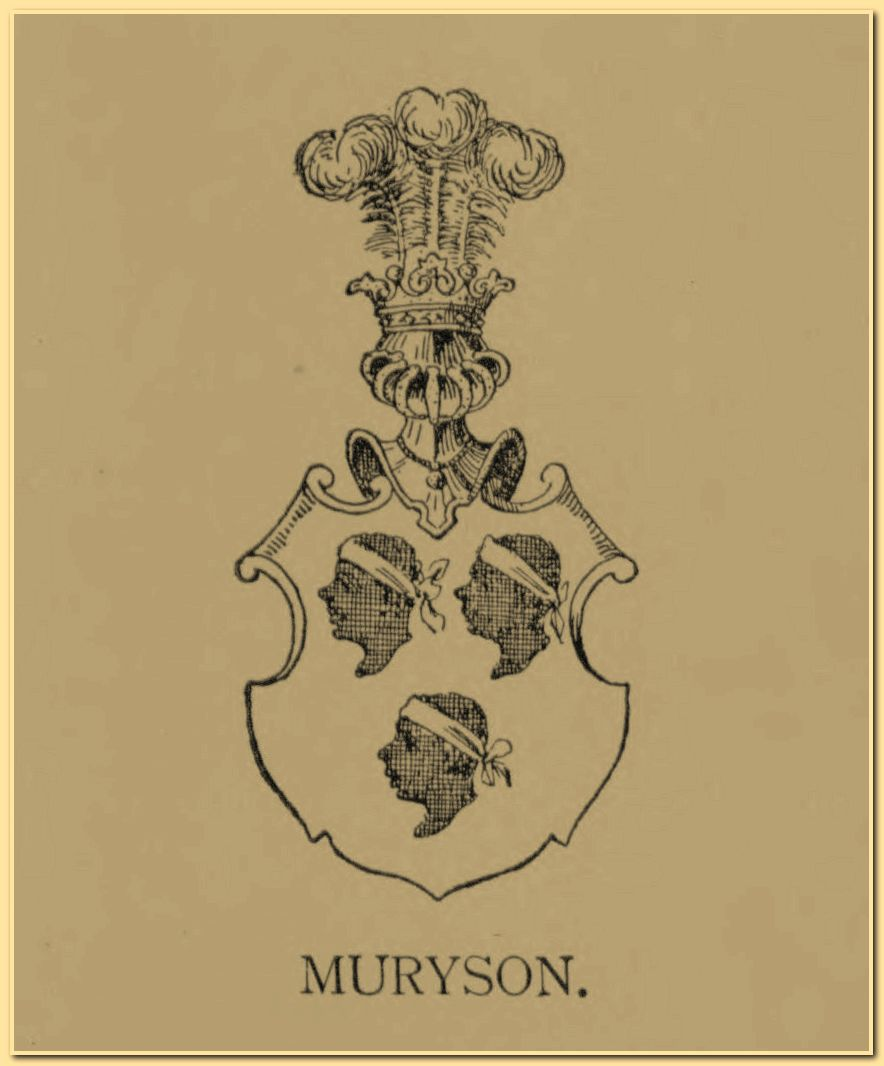
Wizerunek herbu z Księgi herbowej rodów polskich Juliusza Ostrowskiego

Muryson − polski  herb szlachecki pochodzenia szkockiego, herb własny z indygenatu.

## Opis herbu
Opis herbu z wykorzystaniem klasycznych zasad blazonowania:
W polu srebrnym trzy głowy murzyńskie z czerwoną przepaską wokół skroni.
Klejnot  –  nad hełmem w koronie trzy pióra strusie.
Labry czarne, podbite srebrem.

 Opis herbu z Księgi herbowej rodów polskich Juliusza Ostrowskiego:  

W polu srebrnem – trzy głowy murzyńskie z przepaską srebrną koło skroni. Nad hełmem w koronie trzy pióra strusie..

Opis Kaspra Niesieckiego: 

Na tarczy w polu białem albo srebrnem, powinny być trzy głowy murzyńskie, z których dwie podle siebie na górze, trzecia pod niemi na spodzie

## Wzmianki heraldyczne
Herb pochodzenia szkockiego, herb rodziny Morison de Manners, osiadłej w Polsce na początku XVII wieku. W 1676 podczas sejmu koronacyjnego Jana III Sobieskiego, na wniosek hetmana Dymitra Wiśniowieckiego, za zasługi wojenne, bracia Aleksander i Wilhelm Murison (Morrison)oficerowie regimentu piechoty wojewody bełskiego Konstantego Wiśniowieckiego otrzymali indygenat i herb.

## Herbowni
Jedna rodzina herbownych (herb własny): Morison (Muryson, Mirisson)